# Cratere Woolf
Woolf  è un cratere sulla superficie di Venere. Deve il proprio nome alla scrittrice inglese Virginia Woolf (1882–1941).